# Cernache do Bonjardim, Nesperal e Palhais
Cernache do Bonjardim, Nesperal e Palhais (llamada oficialmente União das Freguesias de Cernache do Bonjardim, Nesperal e Palhais) es una freguesia portuguesa del municipio de Sertã, distrito de Castelo Branco.

## Historia
Fue creada el 28 de enero de 2013 en aplicación de una resolución de la Asamblea de la República de Portugal promulgada el 16 de enero de 2013 con la unión de las freguesias de Cernache do Bonjardim, Nesperal y Palhais, pasando su sede a estar situada en la antigua freguesia de Cernache do Bonjardim.

## Demografía
| Gráfica de evolución demográfica de Cernache do Bonjardim, Nesperal e Palhais entre 2011 y 2021 |
|                                                                                                 |
| Datos según el nomenclátor publicado por el INE portugués.                                      |